# Автопортрет в образе мученицы
«Автопортрет в образе мученицы» (итал. Autoritratto come martire) — картина итальянской художницы Артемизии Джентилески, написанная около 1615 года. Выполнена маслом по дереву, размер картины 31,7×24,8 см. В настоящее время находится в частной коллекции в Нью-Йорке, США.

## Описание
Известны только два произведения живописи с собственным изображением Артемизии Джентилески небольшого формата, хотя картины малого размера не были случайными в жизни этой замечательной художницы. Ведь даже в конце своей творческой карьеры она предлагает их к рассмотрению важным заказчикам, к ним относится и, например, «Богородица и Младенец Христос с чётками» («Мадонна в малом»).
На картине изображена красивая девушка, держащая в правой руке пальмовую ветвь как символ мученичества, в кокетливом тюрбане лазурного цвета и завязанной на плече шёлковой розовой, своего рода, тунике.
Пухлые щёчки, слабо выраженная нижняя челюсть, каштановые волосы со слегка распущенными локонами, как на картине «Аллегория склонности», что находится в музее Каза Буонаротти (Флоренция): все описанные признаки подводят нас к убеждению, что это, действительно, автопортрет самой Артемизии в возрасте около 22 лет от роду.
В настоящий момент неизвестно ни для кого была написана эта прекрасная картина, ни наличие какого либо соглашения художницы с кем-либо, приведшего к появлению этого произведения на свет. Но по форме, это обыгрывание довольно широко распространённого в XVII веке образа — «в качестве мученика» (итал. in veste di martire).
Картина изначально была написана во Флоренции и находилась в коллекции Игнацио Хагфорда до 1779 года.